# Vasyl Arkhypenko
Vasyl Albertovych Arkhypenko (em ucraniano: Василь Архипенко, em russo: Василий Архипенко, Vasiliy Arkhipenko; Mykolajiwka, Oblast de Donetsk, RSS da Ucrânia, 28 de janeiro de 1957) é um antigo atleta União Soviética que competia em provas de 400 metros com barreiras. Em 1980, nos Jogos Olímpicos de Moscovo, arrecadou a medalha de prata, tendo sido apenas batido pelo alemão oriental Volker Beck.
O seu recorde pessoal é de 48.34 s e foi obtido em Turim, no dia 4 de agosto de 1979, aquando da disputa da Final A da Taça da Europa das Nações. Arkhypenko foi campeão soviético de 400 m barreiras por cinco anos consecutivos, entre 1977 e 1981.